# Euparkerella tridactyla
Euparkerella tridactyla es una especie de anfibio anuro de la familia Strabomantidae.
Solo se ha encontrado esta especie en Santa Teresa, en el estado de Espirito Santo, Brasil. Tiene una distribución muy reducida y aunque se encuentra presente en zonas protegidas, en zonas cercanas los hábitats adecuados para esta especie se están perdiendo a causa de la industria maderera, la agricultura y la colonización.